# Asperges me

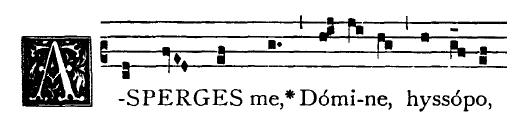
Incipit dellAsperges me secondo il Liber Usualis.

Asperges me (o Asperges me, Domine, similmente all'introito "Gaudeamus omnes in Domino") è un'antifona processionale gregoriana di origine gallicana, in lingua latina, che viene letta o cantata prima della Messa domenicale, ad eccezione del Tempo pasquale e della Domenica delle Palme.
Appartenente alla liturgia cattolica, evoca le aspersioni a scopo lustrale descritte in Salmi 50, 9 che gli Ebrei eseguivano cospargendo i fedeli con rami di issopo.
Tradizionalmente è associata al gesto dell'aspersione dell'acqua precedentemente benedetta, mediante il quale il celebrante amministra il sacramentale dell'acquasanta ai presenti nella chiesa. L'aspersione, in genere, avviene come rito di ingresso, quale segno di purificazione spirituale dei fedeli e dell'altare consacrato.

## Testo
| Testo | Traduzione |
| --- | --- |
| Asperges me, Domine, hyssopo et mundabor. Lavabis me, et super nivem dealbabor.                                                                                             | Mi aspergerai, o Signore, con issopo e sarò mondato. Mi laverai, e sarò più bianco della neve.                                                                                       |
| Miserére mei, Deus, secúndum magnam misericórdiam tuam. Glória Patri et Fílio et Spirítui Sancto. Sicut erat in principio, et nunc et semper, et in sæcula sæculórum. Amen. | Abbi pietà di me, o Dio, secondo la tua grande misericordia. Gloria al Padre e al Figlio e allo Spirito Santo. Come era in principio, e ora e sempre, e nei secoli dei secoli. Amen. |
| Aspérges me, Dómine, hyssópo et mundábor. Lavábis me, et super nivem dealbábor.                                                                                             | Mi aspergerai, o Signore, con issopo e sarò mondato. Mi laverai, e sarò più bianco della neve.                                                                                       |

Nella forma 1962 del rito romano, il Gloria Patri non si dice durante la Iª Domenica di Passione, e nella Domenica delle Palme non si procede con l'aspersione. Durante il Tempo di Passione l'Asperges si omette completamente, mentre dalla Solennità di Pasqua a quella di Pentecoste è sostituito dalla lettura o dal canto dell'antifona Vidi aquam.